# Château Unang
Le château Unang est un domaine viticole, sis à Malemort-du-Comtat, dans l'aire de production de l'AOC ventoux. La propriété est située sur l'emplacement de la villa Unango, citée au IXe siècle dans le cartulaire de l’évêché de Carpentras.

## Historique
La propriété est située sur l'emplacement de la villa Unango, d'origine carolingienne. C'est le premier site historique de l'AOC ventoux.  Le cartulaire de l’évêché de Carpentras indique dans une copie d'acte datée de 875, qu'au cours de son règne le roi Charles de Provence, confirma qu'il avait été donné à Jean, évêque de Carpentras, alors réfugié à Venasque, de vastes domaines incluant la villa Unango avec « ses dépendances, esclaves, terres et vignes ».

## Vignoble et terroir

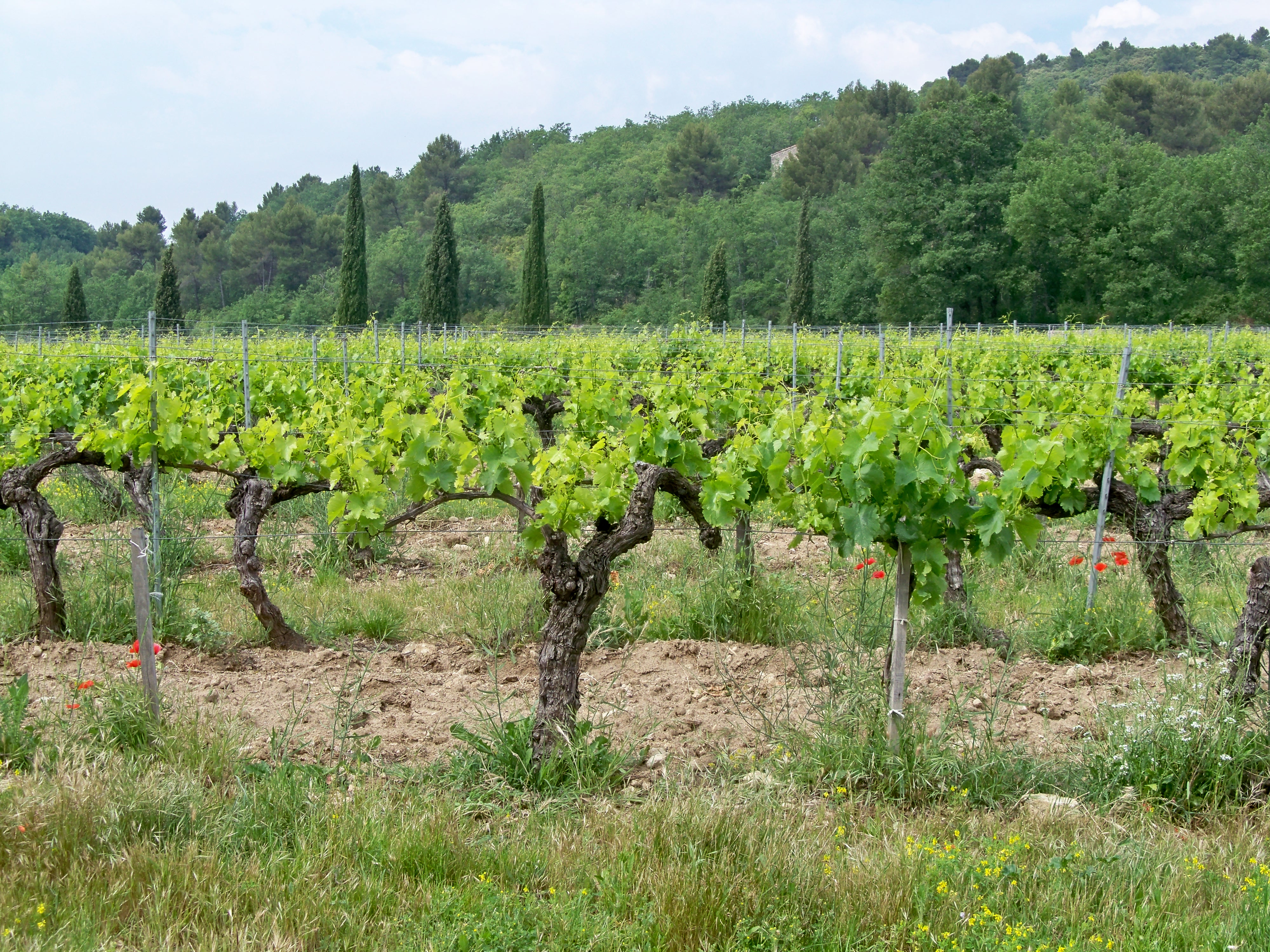
Vignoble de Unang.

Le vignoble actuel se situe entre 220 et 300 mètres d'altitude, cette caractéristique permet un étalement naturel de la maturité sur trois semaines,
Couvrant 20 hectares, les vignes exposées plein sud recouvrent un sol argilo-calcaire et de galets roulés. Elles sont entourées par les bois, un isolement qui les met à l'abri des maladies cryptogamiques et des infections. De plus, le mistral assainit l'atmosphère en période humide et rafraîchit l'air pendant les fortes chaleurs estivales.

## Cépages et vinification

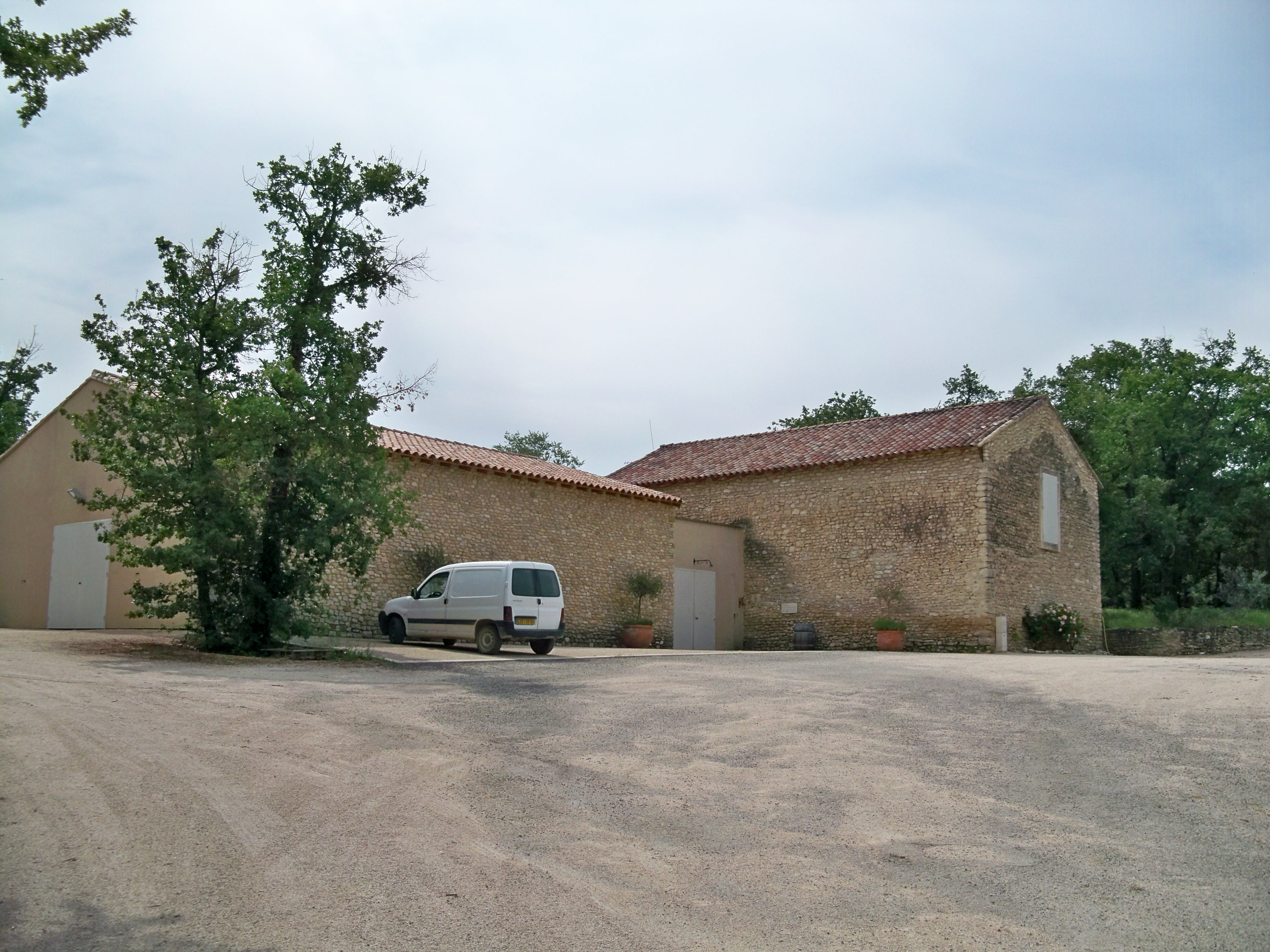
Cave de vinification.

Les cépages rouges représentent 90 % du vignoble : grenache, syrah, mourvedre, carignan, cinsault, et les cépages blancs avec roussanne et clairette complètent le reste. Le vignoble produit un vin issu de la viticulture biologique, avec un rendement limité à 35 hectolitres/hectare.
La vinification en rouge se fait par la méthode classique avec une longue cuvaison pour obtenir un vin de garde. En blanc les raisins subissent un pressurage direct et sont vinifiés en macération pelliculaire.
La première vinification en rosé a été faite pour le millésime 2013. Les vignes utilisées pour le rosé sont proches du château et bénéficient d’une bonne exposition au soleil. Le sol est argilo-calcaire. Dans ce terroir sont plantés cinsault, grenache et syrah dont les rendements sont plafonnés à 35 hl / hectare. « Le Cinsault et le Grenache ont été laissés en contact avec leurs peaux avant de presser, tandis que la Syrah a été pressée immédiatement après avoir été cueillie. La fermentation a eu lieu à des températures fraîches (15-18 °C) plus de deux semaines à l’acier inoxydable. ».